# Alfred Weise (Geologe)
Alfred Paul Walther Weise (* 11. Juni 1872 in Eisleben; † 14. August 1934) war ein deutscher Geologe, Berghauptmann und Mitglied der Deutschen Saardelegation in Paris.

## Leben
Alfred Weise trat nach dem Abitur als Bergbaubeflissener in den Staatsdienst ein. Am 22. Juni 1897 legte er das Bergreferendar-Examen ab, am 29. Dezember 1898 wurde er an der Universität Leipzig mit einer Arbeit über Über die in einem allgemeinen deutschen Berggesetze vorzubehaltenden Mineralien zum Dr. phil. promoviert, und am 28. Mai 1901 bestand er das Assessorexamen.
Eine erste Anstellung führte Weise 1901 als Bergassessor und „Hilfsarbeiter“ zur Berginspektion Gerhard im Bereich der Bergwerksdirektion Saarbrücken, wo er 1904 auch zum Berginspektor befördert wurde. 1914 wechselte er als stellvertretender Direktor an die Berginspektion Dudweiler und erhielt den Titel Bergrat. Im Jahr darauf wurde er als stellvertretender Direktor wieder an die Berginspektion Gerhard beordert und stieg 1916 zum Bergwerksdirektor und Mitglied der Bergwerksdirektion Saarbrücken auf. 1920 wirkte Weise zunächst als Mitglied der Deutschen Bergwerkskommission in Saarbrücken und wechselte noch im selben Jahr als Oberbergrat an das Oberbergamt Dortmund, wo er 1922 Abteilungsleiter und 1925 Oberbergamtsdirektor wurde. 1929 wurde er zum Berghauptmann des Oberbergamtes Clausthal-Zellerfeld und zum Mitglied der Deutschen Saardelegation berufen, die im Auftrag der Reichsregierung von Hermann Müller mit der französischen Regierung über die Wiederangliederung des Saargebietes an das Deutsche Reich zu verhandeln hatte, 1933 trat er in den Ruhestand.

## Auszeichnungen
- 1917: Verdienstkreuz für Kriegshilfe
- 1917: Verdienstmedaille vom Roten Halbmond in Silber
- 1917: Friedrich-August-Kreuz 2. Klasse am rot-blauen Bande
- 1919: Eisernes Kreuz 2. Klasse
- 1920: Rote Kreuz-Medaille 3. Klasse
- 1922: Bödiker-Denkmünze des Reichsversicherungsamtes

## Werke
- Über die in einem allgemeinen deutschen Berggesetze vorzubehaltenden Mineralien, Verlag Ernst Schneider, Eisleben 1898.
- Ausbildung und Gesellenprüfung der Zechenwerkstatt-Lehrlinge im Bezirk der Arbeitskammer für den Kohlenbergbau des Ruhrgebietes in Essen, Arbeitskammer für den Kohlenbergbau des Ruhrgebietes, 4. erweiterte Auflage, Essen 1928.
- Das Saargebiet und der Vertrag von Versailles. In: Vereinigte Werkszeitungen der DINTA in der Deutschen Arbeitsfront, Saar-Verein, Berlin 1933.